# El Pont de Cabrianes
|  | No s'ha de confondre amb Pont de Cabrianes (Sallent). |

El Pont de Cabrianes és una entitat de població del municipi de Sant Fruitós de Bages, a la dreta del Llobregat, al límit amb el terme municipal de Sallent, originat en una antiga antiga colònia tèxtil que es va construir al costat del mas Bertran. Actualment no té cap habitant empadronat segons l'idescat (2011).

## Origen
El lloc també havia rebut el nom de Sant Jaume d'Olzinelles, i havia estat una parròquia de l'antiga demarcació de la ciutat i església de Manresa, documentat des del segle x. L'església de Sant Jaume, unida al Mas Olzinelles, té detalls d'arquitectura preromànica que indiquen la seva antiguitat. El pont de Cabrianes, punt de coincidència dels municipis de Sant Fruitós, Sallent, Artés, Calders i Navarcles, era un lloc de pas estratègic sobre el Llobregat.
La fàbrica del Pont de Cabrianes es va construir a final del segle xix, al costat del pont que travessa el Llobregat i prop del mas Bertran. Joaquim Bertran i Calderó, advocat i polític de la Lliga Regionalista, va ser l'encarregat de fer realitat el projecte, iniciat pel seu pare. Va modernitzar la turbina i va proporcionar l'enllumenat elèctric a Sallent. Va construir una barriada d'habitatges per als treballadors, un hostal, una església parroquial i una escola. Posteriorment, va passar a mans de la família Berenguer, els quals eren els propietaris de tres fàbriques: la Fàbrica de cal Berenguer d'Artés, cal Berenguer de Cabrianes (Sallent) i la del Pont de Cabrianes.

## Edificis d'interès
- La Casa Gran o Can Bertran
- Habitatges de la Fàbrica del Pont de Cabrianes
- Església de Sant Jaume